# Trui (kleding)

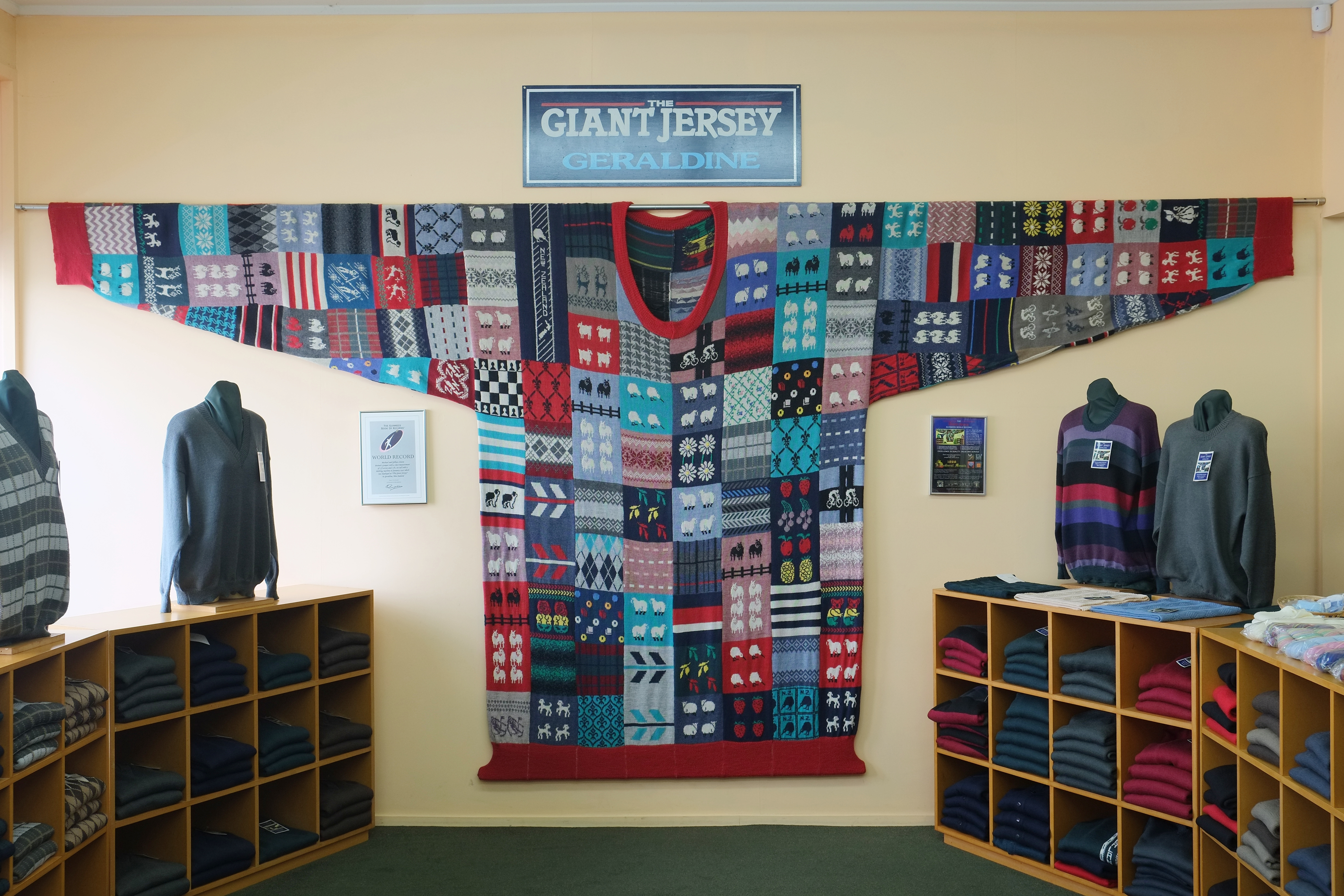
Truien in Geraldine (Nieuw-Zeeland)

Een trui is een gebreid kledingstuk voor het bovenlichaam, zonder voorsluiting, dat over het hoofd wordt aangetrokken.
Vaak wordt er een hemd, T-shirt, overhemd of bloes onder gedragen. Veel truien zijn gebreid van wol, maar ook wel van katoen of synthetisch garen. Men noemt een vergelijkbaar kledingstuk van fleece ook weleens een trui. Vroeger bestonden deze laatste varianten niet en werd het kledingstuk altijd met de hand gebreid. Soms is een trui voorzien van een capuchon.
Internationaal is de Noorse trui bekend vanwege de herkenbare motieven.
Een lichte, machinaal gebreide trui wordt wel pullover genoemd.
Een slipover of spencer is een mouwloze trui met een ronde of V-vormige hals, die bedoeld is om over een blouse of overhemd te worden gedragen.